# Карбоніл ціанід м-хлорфеніл гідразон
Карбоніл ціанід м-хлорфеніл гідразон (Carbonyl cyanide m-chlorophenyl hydrazone, CCCP) — хімічний інгібітор окислювального фосфорилювання, що є однією з найважливіших складових процесу клітинного дихання. За хімічною класифікацією належить до класу нітрилів, гідразонів та жиророзчинних іонофорів. СССР припиняє реакції синтезу білків в мітохондріях шляхом порушення протонного градієнту, який виникає при нормальному функціонуванні транспортерів електронів в електронно-транспортному ланцюгу. Це, в свою чергу, призводить до унеможливлення нормального функціонування ферменту АТФ-синтази.
Загалом, вплив СССР на живий організм полягає в поступовому знищенні клітин, та спричинює смерть.